# New Kingman-Butler
New Kingman-Butler es un lugar designado por el censo ubicado en el condado de Mohave en el estado estadounidense de Arizona. En el Censo de 2010 tenía una población de 12 134 habitantes y una densidad poblacional de 942,84 personas por km².

## Geografía
New Kingman-Butler se encuentra ubicado en las coordenadas 35°15′52″N 114°0′33″O / 35.26444, -114.00917. Según la Oficina del Censo de los Estados Unidos, New Kingman-Butler tiene una superficie total de 12.87 km², de la cual 12.87 km² corresponden a tierra firme y (0%) 0 km² es agua.

## Demografía
Según el censo de 2010, había 12.134 personas residiendo en New Kingman-Butler. La densidad de población era de 942,84 hab./km². De los 12.134 habitantes, New Kingman-Butler estaba compuesto por el 89.49% blancos, el 0.7% eran afroamericanos, el 1.48% eran amerindios, el 0.72% eran asiáticos, el 0.19% eran isleños del Pacífico, el 4.01% eran de otras razas y el 3.4% pertenecían a dos o más razas. Del total de la población el 12.21% eran hispanos o latinos de cualquier raza.